# WIN国際協同組合
WIN国際協同組合（うぃんこくさいきょうどうくみあい、英語: WIN International Cooperative）は、愛知県名古屋市名東区に本部を置く協同組合。

## 概要
中小企業協同組合法に基づき、令和元年(2019)年11月11日に設立された協同組合。組合許認可番号 31中金第1037号(愛知県知事認可) その主たる事業は、組合員に対する、外国人技能実習制度に基づく外国人技能実習生の紹介・斡旋・監理業務及び職業紹介業。特にネパールからの実習生の斡旋。「相互繁栄の精神に基づき組合員の発展に寄与する共同事業を行い、もって組合員の自主経済を促進し、且つその経済・社会・国際的地位の向上を図る事」をその事業目的としている。出資金は500万円。

## 事業内容
愛知県の企業中心の、人材不足解消によるさらなる発展を望む組合員に対し、建設業・介護を中心にネパール・ベトナム・フィリピン・タイの優秀で若い人材を紹介している。実習生の現地面接サポートに加え、入国から帰国までのサポートも行っている。2020年からは、Zoomを利用したオンライン面接にも力を入れている。
2020年8月からは、コロナ禍でのレジデンストラック付きで入国してくる実習生を受け入れる監理組合に対して、１４日間の隔離ができるアパートメントの貸し出しを安価で積極的に行っている。
2020年10月からは、全国に先駆けて、宿泊業界向けの実習プロジェクトも開始している。

## 役員
理事長
- 壁 和宏

## 沿革
- 令和元年（2019年）「WIN国際協同組合」として発足。 ※他団体からの分離・独立等ではない。
- 令和元年（2019年）「名古屋・ネパール国際交流会」を開催。
- 令和２年（2020年） 名古屋市名東区牧の原に組合事務所完成。
- 令和２年（2020年）インターネットドメイン「win-global-union.xyz」を取得。
- 令和２年（2020年10月）ウェブサイトを「win-g-c.com」に変更。

## 所在地
- 名古屋市名東区牧の原二丁目902番地

## 関連団体
- 愛知県中小企業団体中央会